# The Doors
Дорси (енгл. The Doors — врата) били су популарна и утицајна америчка рок група која је основана 1965. у Лос Анђелесу. Првобитну поставу су чинили клавијатуриста Реј Манзарек, гитариста Роби Кригер, бубњар Џон Денсмор и певач Џим Морисон. Дорси су били један од најконтроверзнијих бендова, највише због Морисонових текстова који су били социјални, психолошки и под утицајем политике. Откако се бенд распао 1970. и од Џимове смрти 1971. интерес за њихову музику је постао још већи.
Само шест година прошло је од оснивања групе Дорси па до смрти Џима Морисона 1971. године. За то време, група је објавила шест студијских албума и оставила незаборавни траг својим многобројним и често контроверзним концертним наступима којима су учврстили легенду о Џиму Морисону. Његови стихови које је певао у резонантном баритону, испољавају префињеност школованог песника и улични ниво непосредности рок текстописца. То је поготово уочљиво на њиховим најзначајнијим албумима Дорси и Strange Days, где група испољава звук „есид рока”, а овим албумима доводи психоделични рок до његових крајњих граница. Ова музичка група спада међу најинтензивније и револуционарне групе из 1960-их, а њихов утицај се осјећа све до данас. Утицај њихове метеорске каријере одјекује далеко изван њихове кратке полудеценијске каријере док су снимали музичке албуме и свирали концерте. Њихове речи у песмама и музика најбоље осликавају неоспорну моћ револуционарног духа из 1960-их. Култ личности и даље окружује Џима Морисона, њиховог бурног певача који је увео позоришно узбуђење у рок музику из тог времена. Група Дорси је више него иједна друга музичка група осликавала немирна времена из 1960-их и сукоб генерација. Примљени су у Рокенрол кућу славних (енг. Rock and Roll Hall of Fame) 1993. године.

## Историја

### 1965—1966: Почетак
Студенти Универзитета Калифорније Џим Морисон и Реј Манзарек упознали су се на Венис Бичу, Калифорнија у јулу 1965. Морисон је рекао Манзареку да пише песме, и на Манзареков подстицај Морисон је отпевао песму "Moonlight Drive". Манзарек одушевљен Морисоновим текстовима предложио му је да оснују бенд.
Клавијатуриста Реј Манзарек је већ свирао у бенду Рик енд Рејвенс (Rick And The Ravens) са његовим братом, док су Роби Кригер и Џон Денсмор свирали у бенду по имену Психоделични ренџери (The Psychedelic Rangers). Кригер и Денсмор су познавали Манзарека са часова јоге и медитације које су похађали. У августу Денсмор се придружио групи и у исто време је са члановима Ренџера и бубњарком Пети Саливан снимио демо са шест песама у септембру 1965.
Тог месеца група је убацила још једног члана- Кригера. Дорсе су чинили Морисон, Манзарек, Кригер и Денсмор. Бенд је узео име из књиге „Врата перцепције“ Олдуса Хакслија.

### 1966—1971.
Године 1967. састав издаје први албум, „The Doors“, који за Дорсе има карактеристичан, блуз - рок и психоделични стил. Издају сингл „Light my fire“ (после „Break on through“), који постаје број 1 на Билбордовој Топ листи, и задржава тај статус пуне четири недеље. 1968. мењају звук на психоделију која је изазвана метафизичким визијама Џима Морисона, и снимају свој најквалитетнији албум, „Strange Days“. После тога издају и „Waiting For The Sun“, трећи албум, који опет мења звук на мало тамнију страну, као и песма број 3, „Not To Touch The Earth“.
Године 1969. излази четврти албум „The Soft Parade“, који наставља звук „Waiting For The Sun“.
Такође исте године догодио се злогласни концерт у Мајамију, након којег је бенд (након још пар концерата), одлучио да прекине турнеје.
Године 1970. посвећују се студијском раду и враћају се блуз коренима снимањем албума „Morrison Hotel“. 1971. године Морисон снима свој последњи албум „L.A. Woman“, на којем је вокале снимао у вецеу. Тада, након завршетка условне казне, сели се у Париз са својом девојком Пем Карсон и менаџером Билом Сидонсом на краћи одмор, где и умире.

## Након Морисонове смрти
Певач Џим Морисон умире 1971. у Паризу у двадесет седмој години живота, што је означило крај деловања групе Дорси у оригиналном саставу. Након његове смрти бенд издаје још три албума: „An American Prayer“, „Other Voices“ и „Full Circle“. Музички материјал за ове албуме настао је радом преостала три члана ове групе још током боравка Џима Морисона у Паризу. Група Дорси је поново потписала уговор са издавачком кућом Електра. У међувремену, Реј Манзарек је чак размишљао и да промијени име групе у „And the Doors”.
Снимање албума Other Voices започело је у августу 1971. године, а био је објављен у новембру 1971. године достигавши 31. место по слушаности музичких албума у САД. Највећи део певачког посла на овом албуму одрадио је Реј Манзарек уз пратеће певање Робија Кригера. Одмах по његовом објављивању група Дорси је кренула на концертну турнеју, где су свирали 11 концерата у мањим концертним дворанама широм САД. Наставак промовисања новог албума следио је са европском турнејом. Публика их је на свим концертима током њихове турнеје топло дочекала и пружила велику подршку, али сви у публици као и сами музичари су осетили да то више није она иста група Дорси. Овај трио је још увек је желео да направи добру музику, а само 6 месеци након смрти Џима Морисона почели су са радом на снимању другог албума. У марту 1972. године објављују албум Full Circle и убрзо затим крећу на нову музичку турнеју са додатним музичарима Боби Рејом на гитари и Џеком Конрадом на бас-гитари. Исте године излази албум са њиховим најуспешнијим песмама под називом Weird Scenes Inside the Gold Mine који је након објављивања достигао 55. место на листи популарности музичких албума те године у САД, а по продаји је постао и златан.

Међутим, без идејног вођства њиховог певача преостали чланови су убрзо исцрпили све могућности даљег наставка деловања као група Дорси. У разговору за Крим магазином гитариста Роби Фригер је изјавио: 
Били смо у Енглеској где смо тражили новог певача, бас-гитаристу и новог соло гитаристу. Требало нам је нешто ново да дамо нови живот и промену у групи Дорси. Међутим, све је застарело, постало досадно, а и ми смо били превише дуго заједно. Без Џима Морисона група Дорси више није оно што је некад била, те сам предложио да завршимо са нашим наступима под тим именом и кренемо свако својим путем.
Гитариста Роби Кригер је покушао направити пројекат с Игијем Попом, па се проширила гласина да ће Иги Поп бити нови певач Дорса, међутим изгледа да је Иги у то време био превише навучен на хероин да би био способан да се носи са улогом замене за Морисона. Дорси поново издају још један албум са Морисоном на вокалу, тако што су накнадно снимили музику на његове старе снимке рецитовања поезије са колекције „An American Prayer“, те 1978. излази истоимени албум. Данас су Кригер и Манзарек заједно са Бретом Скалионсом, бившим певачем групе „The Fuel“ поново почели свирати песме Дорса.

### Самостални пројекти
Након распада групе Дорси, Реј Манзарек је снимио два соло албума, а један са групом Најт Сити. Продуковао је прва три албума групе Los Angeles' X. Такође је сарађивао са композитором Филипом Гласом на рок обради модерне кантате Карла Орфа под називом Кармина Бурана. Роби Кригер и Џон Денсмор су основали групу Butts Band која је трајала три године и са којом су снимили два албума. Роби Кригер је снимио свој први соло албум 1981. године, а одржао је концертну турнеју 1982. године.
Роби Кригер и Реј Манзарек заједно са Ијаном Ежбуријем бившим певачем групе Калт су једно време почели да свирају песме групе Дорси. Како се бубњар Џон Денсмор није слагао с тим да они наступају под именом Дорси, Манзарек, Кригер и Ежбури су свирали под именом „Riders on the storm”. Осим што се противио обнављању рада групе Дорси, Џон Денсмор је био и жестоки противник комерцијализације рока у смислу продавања песама за рекламне спотове великих корпорација.

## Музика
Музика групе Дорси је мешавина блуза, рока и попа, што је све замотано у психоделични дим. Текстови су под утицајем Олдуса Хакслија, енглеског песника из времена романтизма Вилијама Блејка од кога преузима идеју да: „пут према претеривању води до палате мудрости”, Фридриха Ничеа, француских симболистичких песника као што су Шарл Бодлер, Артур Рембо од којих преузима идеју „дугорочног поремећаја чула да би се продрло у непознато”, а своја чула ремете помоћу психоактивних дрога и алкохола. Име „Дорси” представљају врата која отварају то непознато, што преузимају од Вилијама Блејка и Олдуса Хакслија, који у својој књизи Врата перцепције испробава деловање мескалина и закључује да дрога отвара вентил у мозгу. Тај вентил филтрира податке особа прима опажањем, и који је присиљавају да стварност посматра утилитарно, односно да посматра предмете на начине који су јој еволутивно корисни. Међутим, под утицајем психоактивних дрога вентил се отвара и пропуштају се сви подаци, те се стога опажају предмети онакви какви јесу сами по себи. Хаксли као увод у наведену књигу користи следећи цитат из песме Брак раја и пакла Вилијама Блејка:
Ако се врата перцепције прочисте, све ће пред човеком бити какво јесте, бескрајно.
Тематски, Морисоново писање (музичких песама и поезије) покрива широк спектар тема. Писао је о темама које су се бавиле: антиратним осећањима, бескорисношћу и губитништвом насиља, љубављу, сексом, дрогама, размишљањима о кинематографији као уметничком облику изражавања, слободом, ослобађањем, психоделичним трансцендентализмом, смрћу, обновом (регенерацијом) и политиком с краја 1960-их. Џим Морисон је писао музику и поезију на необуздан начин и то баш онако како је и живио. Све албуме групе Дорси је издала издавачка кућа Електра која је осим ове групе објављивала радове састава попут: „МЦ 5”, „Стуџес”, „Телевизија” и других. За време активног музичког деловања групе Дорси то је била мала дискографска кућа, док је данас Електра једна од најбогатијих.

## Чланови
- Џим Морисон - певач
- Реј Манзарек - оргуљаш, басиста, други вокал
- Роби Кригер - гитариста
- Џон Денсмор - бубњар

## Дискографија
- The Doors (1967)
- Strange Days (1967)
- Waiting for the Sun (1968)
- The Soft Parade (1969)
- Morrison Hotel (1970)
- L.A. Woman (1971)

### После Морисона
- Other Voices (1971)
- Full Circle (1972)
- An American Prayer (1978)